# Papaver setigerum
Papaver setigerum är en vallmoväxtart som beskrevs av Dc.. Papaver setigerum ingår i släktet vallmor, och familjen vallmoväxter. Inga underarter finns listade i Catalogue of Life.

## Bildgalleri

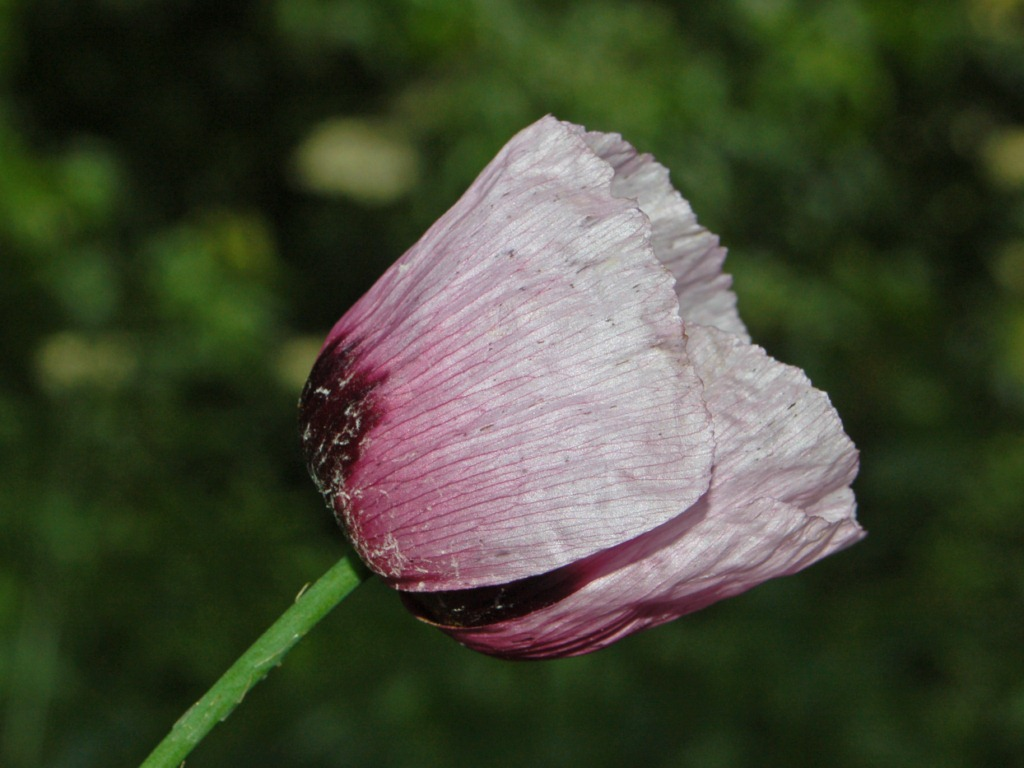
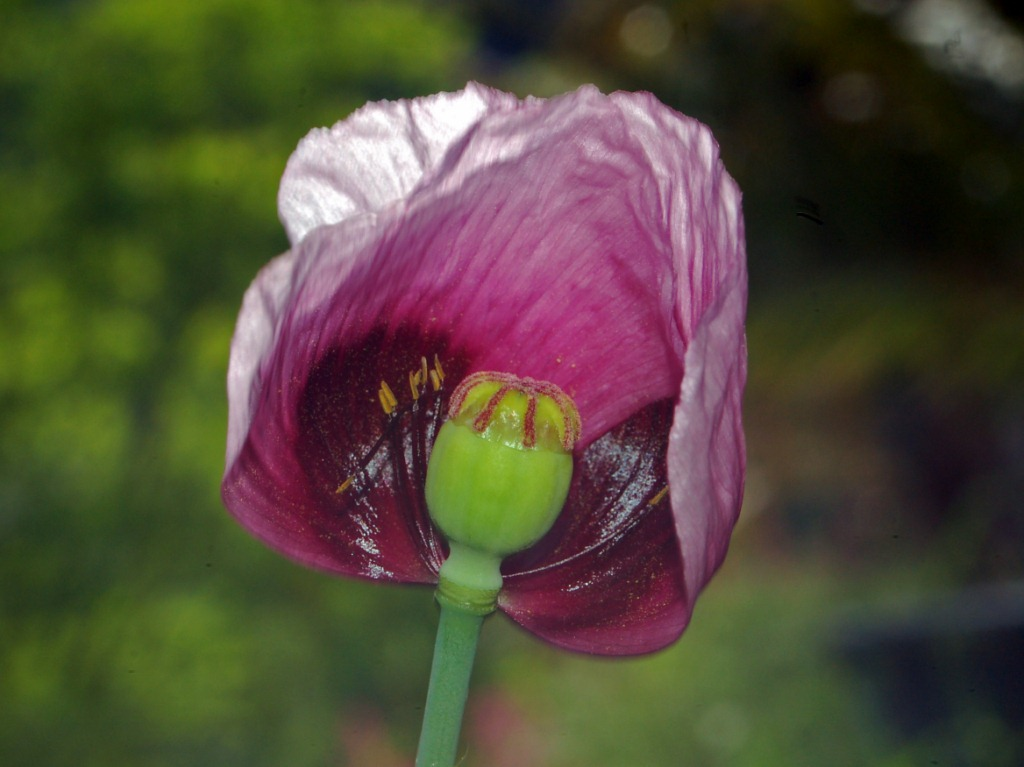
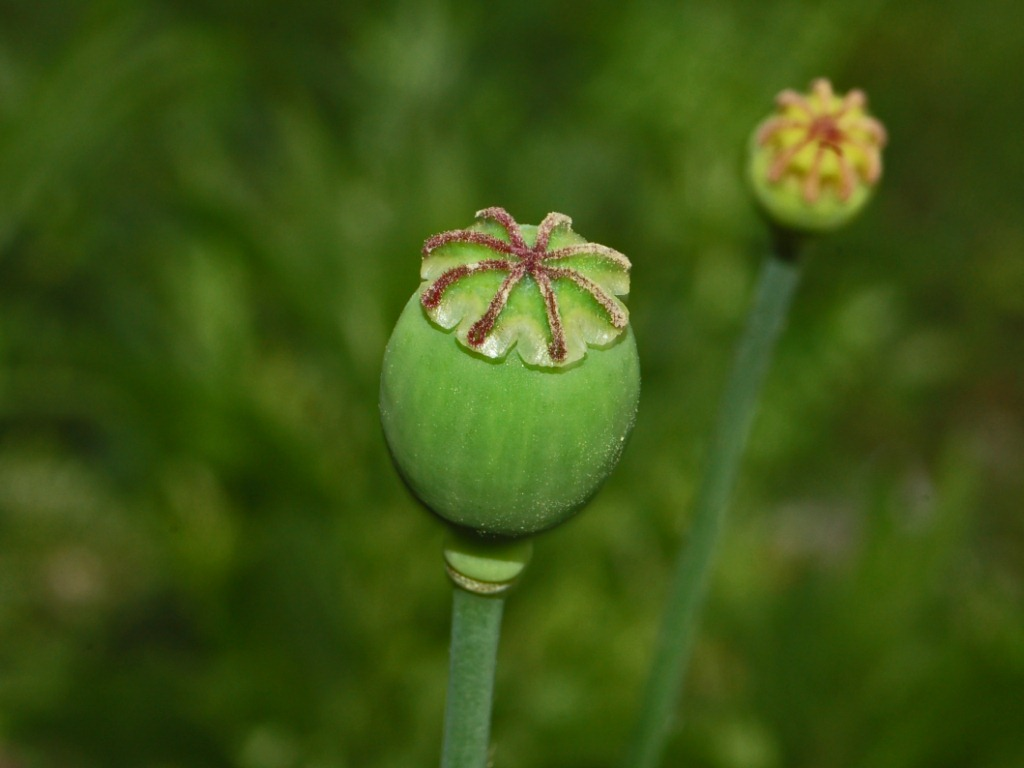
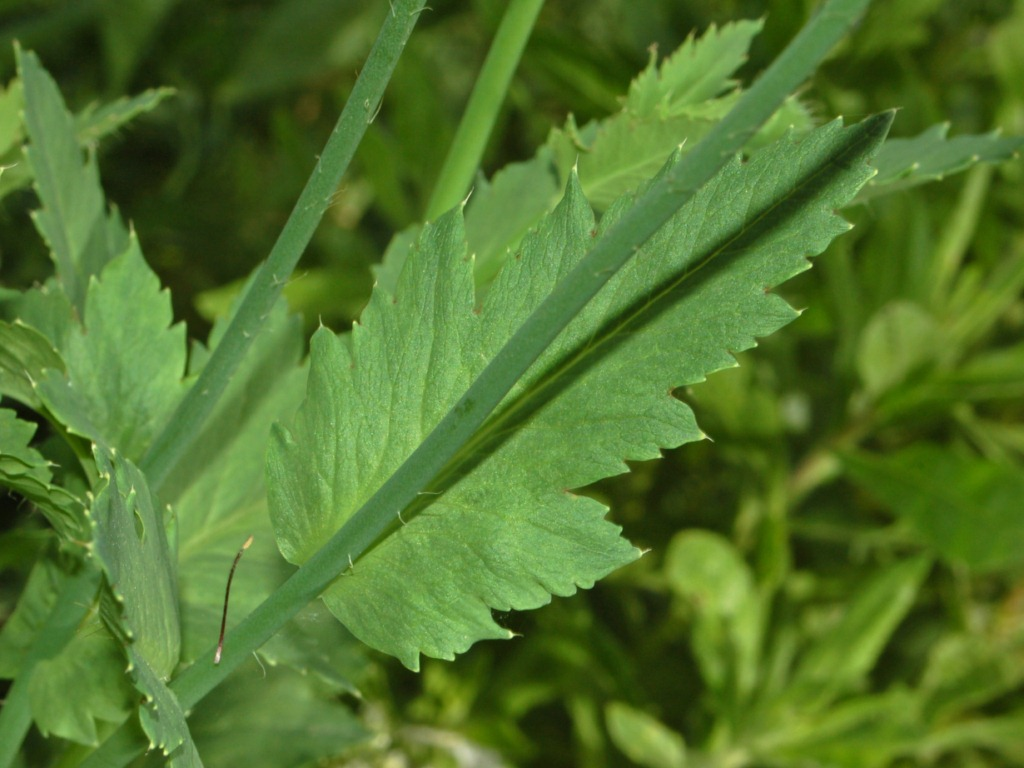
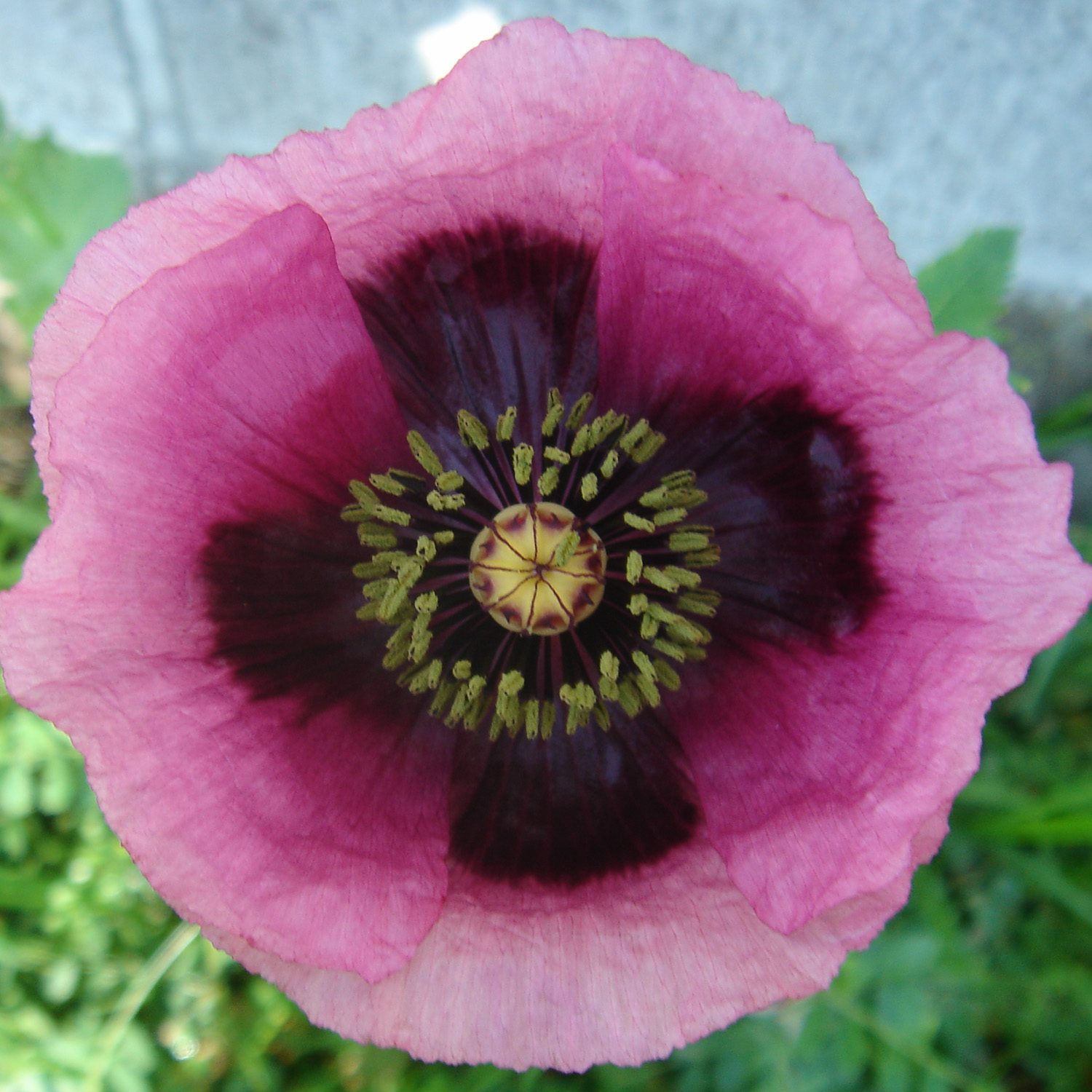